# Chiesa di San Giuseppe (Santa Cruz de Tenerife)

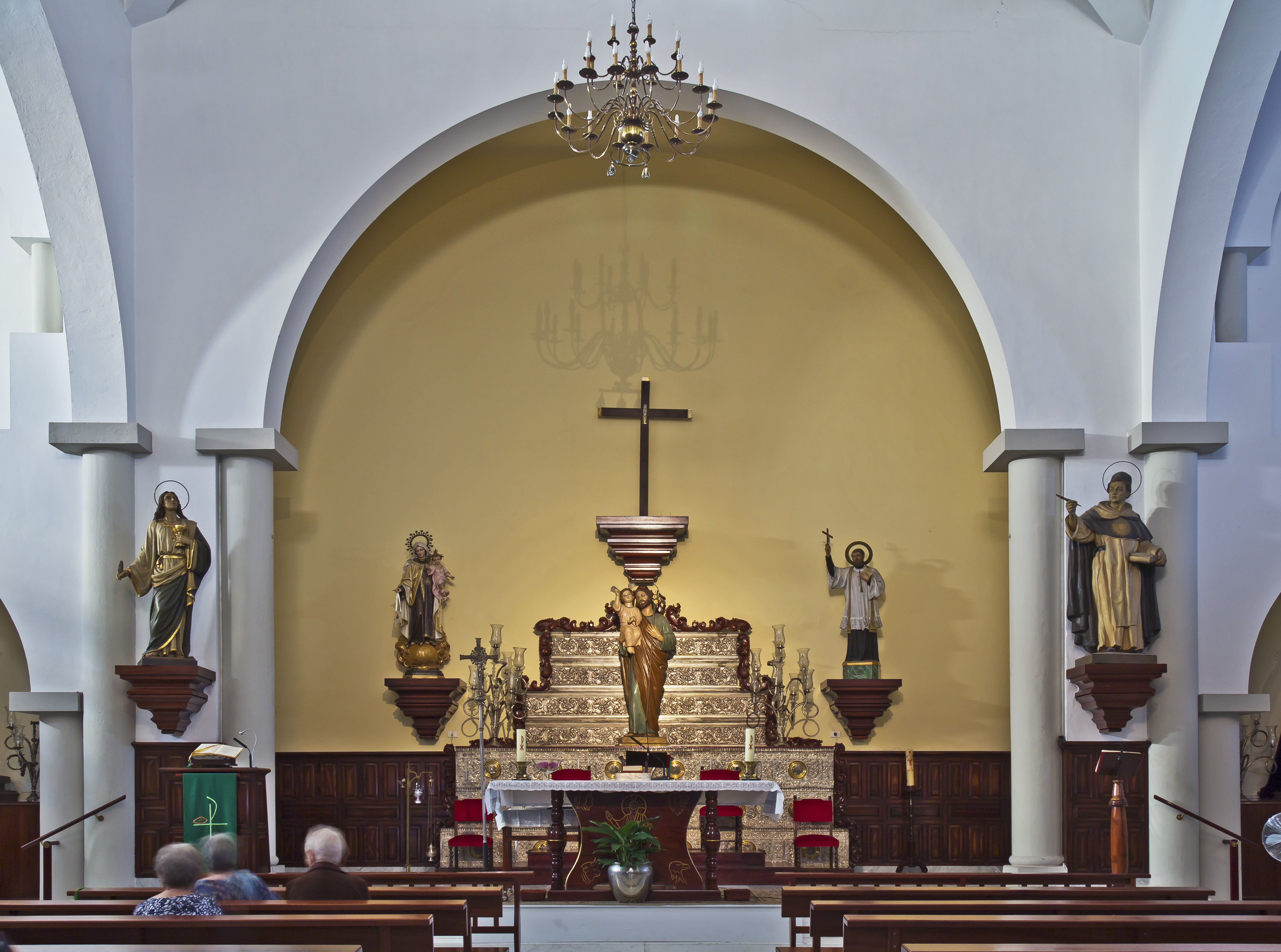
Altare della chiesa.

La chiesa di San Giuseppe è una chiesa situata a Santa Cruz de Tenerife (Isole Canarie, Spagna).
Si tratta del luogo di culto più grande della città. Vi si venerano, insieme ad altre immagini religiose, san Giuseppe di Nazaret, il Cristo de Medinaceli (una copia del quale è a Madrid) e la pittura ad olio della Vergine de la Paloma.
La parrocchia possiede un grande patrimonio bibliografico. Vi si trovano diversi volumi di fine del Settecento e l'inizio dell'Ottocento, pubblicati in latino, e diversi messali scritti nella stessa lingua, usati per le celebrazioni liturgiche ufficiali fino al Concilio Vaticano II del 1967.
Nella parte posteriore della chiesa, nella "Piazza del Arquitecto Enrique Marrero Regalado", vi è il monumento a San Giovanni Bosco, fondatore dell'Ordine salesiano. Questa statua è stata collocata nel 2016 in occasione del 75º anniversario della presenza dei Salesiani nella Hogar escuela della città.